# 湯金全
湯金全（1946年12月15日—），中華民國政治人物，台灣台南人，畢業於輔仁大學法律系、國立臺灣大學法律研究所，為中華民國政治人物，民進黨籍；曾任高雄市議員、立法委員、法務部政次、高雄市副市長、行政院公平交易委員會主委。

## 簡介
湯金全畢業於輔大法律系，在台大法研所的指導教授則為台灣法學界資深大老前司法院長翁岳生。曾任職嘉義地檢署檢察官、地院法官及高雄地檢署檢察官，後因美麗島事件對國民黨的專制腐敗感到不滿，憤而辭去司法官職務，轉任律師，登錄軍事法院辯護律師，替政治受難者辯護，成為黨外街頭律師從事反對運動，參與籌組民主進步黨，為民主進步黨創黨黨員。
由於個性正直寬厚，多次禮讓民主運動前輩參選，因而政治路途並未如同同時期參與民主運動的律師般耀眼，除於黨外時期即曾以黨外人士身份參選台南縣省議員（落選）（1985年）外，1986年民進黨成立後，多次禮讓高李麗珍（高俊明牧師夫人）、前國策顧問周平德（美麗島受難者）等人參選，而遲至1994年始參選第四屆高雄市議員（新興、前金區）當選，展開公職生涯。
轉任律師後，其選擇以勞工居多的高雄市做為律師執業及生根的地方，義務協助勞工訴訟及擔任義務法律顧問，成為當時著名的勞工人權律師，高雄市的大小工會幾乎都聘其擔任義務法律顧問。1988年底，擔任全國第一個勞工罷工運動（抗議美商高雄海陸貨櫃公司（APL）薪資過低案，兩百多名勞工集體罷工三天（1988.11.18～20））法律顧問，並且代表勞工與資方協商，讓資方低頭讓步，成功爭取勞動權益。

### 市議員任內
由於長期服務勞工弱勢及教師人權運動，形象溫和清新，故第一次代表民進黨挑戰高雄市新興、前金區議員即以第二高票當選，成為民進黨第一位在該區當選的公職人員，順利開拓了民進黨在該區的票源。在市議員任內表現亮眼，最著名的事件包括揭發當時高雄市政府（吳敦義任市長）花費高額經費所委託的高雄捷運系統工程總顧問公司帝力凱撒公司竟是一家位於開曼群島的空殼公司而聲名大噪。

### 立委任內
第四屆立委任內法案審查數及施政質詢次數經臺灣勞工陣線（簡稱勞陣）2001.11.15統計分別達180次、354次，皆為該選區第一名。另任內適逢中華電信民營化，政府首度開放3G固網執照，許多新成立的固網公司紛紛發行股條私下發售，立法院股條滿天飛，許多立委都藉此轉售股條牟利，而湯金全則被中華電信工會理事長張緒中譽為全中華民國225席（國會減半前席次）立委中少數（據稱僅有17位）未拿股條牟利的立委，清廉度獲得高度肯定，並順利連任第五屆立委，任內推動保存紅毛港高字塔（一次臨時提案，兩次質詢要求）、保存中都唐榮磚窯廠（四次質詢，並凍結拆除預算）、反對電信局在高雄知名古蹟雄鎮北門上加蓋電信塔及堅持中油五輕廠應依政府承諾如期遷離後勁地區而成為高雄的文化環保立委。
第六屆立法委員選舉因民進黨喊出「國會要過半」訴求，採取全面配票的選舉策略，在「搶救最弱一席」的浪潮下反而意外落選（當年同時落選的知名立委甚多，包括臺北縣周雅淑、台北市段宜康、沈富雄、台中縣簡肇棟、屏東縣邱議瑩等），唯因形象清廉正直且具備法律專長，故於第五屆立法委員任期結束後，旋即被拔擢為法務部政務次長，成為法務部有史以來經歷最完整的政務次長（歷任法官、檢察官、律師、大學講師、高雄市議員、立法委員），在任內所推動的正己專案（加強查察操守有問題之檢察官、法官的專案）揪出相當多涉及不法的檢察官而獲好評。後因高雄捷運爆泰勞暴動事件，導致當時的代理市長陳其邁請辭下台；葉菊蘭代理高雄市長後，湯金全被延攬回高雄協助處理善後而改任高雄市副市長，亦與葉菊蘭共同創下高雄市市長、副市長同時由中央政府院長（副院長）、部長（次長）層級下來接任的紀錄。

### 2005年後
獲得高雄市代理市長葉菊蘭的信任與肯定之後，湯金全以副市長的身份協助葉菊蘭，迅速穩定當時因陳其邁突然請辭代理市長而風雨飄搖的高雄市政府，將高雄捷運繼續順利興建，並將市政建設持續推動，順利完成階段性任務。任內適逢父喪，其低調性格不發訃文、不收白包，甚至以上班時間公務為重為由婉拒市府同事前往台南弔唁，清廉風格一如以往。2006年12月25日，任期屆滿，與葉菊蘭一同離開高雄市政府，將市政棒子交與陳菊。其律師女兒出閣，僅低調宴請數桌至親好友，未對外收禮。2007年2月1日接任行政院公平交易委員會主任委員一職。其律師兒子同樣採公證結婚，未辦盛大婚禮亦無收禮，更無動員部屬同僚參加，清廉低調的性格，政壇少見。2009年7月因生涯規畫向行政院劉兆玄院長提出辭呈辭職獲准。現為全穎法律事務所主持律師。2009年11月適逢前總統陳水扁一家遭扣押財產、司法重判之際，聘用陳水扁之子陳致中至其律師事務所任職，引起一陣輿論討論，惟一般認為湯金全係極少數對於扁家敢雪中送炭的民進黨籍前政務官，加上湯金全素有清名，故輿論予以高評價。
2020年立委選舉，湯金全以無黨籍參選高雄市第三選舉區立委，標榜「不做廣告看板，不做公車廣告」、「不派宣傳車，實踐環保理念」、「不送菜瓜布、口罩、面紙、甚至牙籤」，更在公辦政見發表會上抨擊13位民進黨立委在立法院通過決議停止調查慶富案是「立法權干涉司法權」。選舉結果，民進黨新潮流系立委劉世芳連任，湯金全落選。

## 選舉紀錄
| 年度 | 選舉屆數             | 選舉區           | 所屬政黨   | 得票數 | 得票率 | 當選標記 | 備註 |
| ---- | -------------------- | ---------------- | ---------- | ------ | ------ | -------- | ---- |
| 1994 | 第四屆高雄市議員選舉 | 高雄市第四選舉區 | 民主進步黨 | 14,262 | 24.39% |          |      |
| 1998 | 第四屆立法委員選舉   | 高雄市第二選舉區 | 民主進步黨 | 43,188 | 12.33% |          |      |
| 2001 | 第五屆立法委員選舉   | 高雄市第二選舉區 | 民主進步黨 | 39,774 | 13.09% |          |      |
| 2004 | 第六屆立法委員選舉   | 高雄市第二選舉區 | 民主進步黨 | 32,022 | 11.75% |          |      |
| 2020 | 第十屆立法委員選舉   | 高雄市第三選舉區 | 無黨籍     | 1,288  | 0.55%  |          |      |

## 資料文獻
1. ↑  . 自由時報.   [2020-01-25]. （原始内容存档于2020-01-25）.
2. ↑  .   [2010-01-19]. （原始内容存档于2008-10-16）.
3. ↑  選後記者會張俊雄秘書長聲明稿 （页面存档备份，存于）
4. ↑  .   [2011-12-19]. （原始内容存档于2018-12-09）.
5. ↑  陳俊廷. . 民報. 2020-01-03  [2020-01-03]. （原始内容存档于2020-01-03） （中文（臺灣））.

## 外部連結
立法院 （页面存档备份，存于）
| 中華民國政府職務                   | 中華民國政府職務                                               | 中華民國政府職務               |
| ---------------------------------- | -------------------------------------------------------------- | ------------------------------ |
| 行政院                             |                                                                |                                |
| 前任： 余朝權（代理） 正任：黃宗樂 | 行政院公平交易委員會主任委員 第六任 2007年2月1日－2009年8月1日 | 繼任： 吳秀明 （代理，後真除） |